# السياسات الدينية لقسطنطين العظيم
وُصِفت السياسات الدينية لقسطنطين العظيم بأنها «غامضة ومراوغة». وُلِد قسطنطين العظيم في عام 273 أثناء أزمة القرن الثالث (235-284 م)، وكان في الثلاثين من عمره عندما حدث الاضطهاد الكبير. شهد قسطنطين الفترة التي استلم فيها والده منصب أغسطس ملك الغرب، والذي مات بعد فترة وجيزة من استلامه للمنصب. قضى قسطنطين حياته في الجيش محاربًا مع الكثير من أفراد عائلته، واعتنق المسيحية عندما كان في حوالي الأربعين من عمره. تضمّنت سياساته الدينية، التي تشكلت من هذه التجارب، تسامحًا متزايدًا مع المسيحية، وقواعد محدودة ضد الشرك الروماني مع التسامح، والمشاركة في حل النزاعات الدينية مثل الشقاق مع الدوناتيين، ودعوة المجامع بما في ذلك مجمع نيقية بشأن موضوع الآريوسية. يصف يوحنا كاي تحول قسطنطين، ومجمع نيقية الذي دعاه قسطنطين، بأنهما من أهم الأمور التي حدثت للكنيسة المسيحية على الإطلاق.

## التحول إلى المسيحية
دخل قسطنطين الأول إلى روما وتجاهل مذبحة العاصمة دون تقديم ذبيحة، وذلك بعد تسع سنوات من احتفال دقلديانوس بعشرين عام من الحكم المستقر مع مذبحة التطهير في المنتدى الروماني، وأشد أنواع الاضطهاد للمسيحيين في تاريخ الإمبراطورية. يقول مؤرخو الكنيسة الذين كتبوا بعد وفاته إن قسطنطين اعتنق المسيحية، مما جعله أول إمبراطور روماني مسيحي. يقول قسطنطين في خطبته لمجلس القديسين إنه لم يكن طفلًا أو شابًا عندما اعتنق المسيحية. يقول بارديل إن هذا أمر محتمل لأن والدي قسطنطين كانا مشركين، وإن والدته هي الوحيدة التي اقتنعت باعتناق المسيحية بعد اعتناق قسطنطين قبلها. يقول بارديل إن قسطنطين اعتنق المسيحية في وقت ما بين عامي 310 و315.
يصف براون اعتناق قسطنطين بأنه «تحول روماني للغاية»، فقال: «صعد قسطنطين إلى السلطة في سلسلة من الحروب الأهلية المميتة، ودمر نظام الإمبراطورية المنقسمة، واعتقد أن الله المسيحي قد حقق له النصر، وبالتالي اعتبر أن الله هو المتلقي المناسب للعبادة. فعل قسطنطين كل هذا دون تقديم العبادة للآلهة التقليدية». يقول براون أيضًا: «هكذا أدرك رعاياه أنه مسيحي».
يقول براون إن قسطنطين قضى أربعين سنة من عمره غالبًا كمشرك تقليدي، وكان سياسيًا ذكيًا وعديم الرحمة عندما أعلن نفسه مسيحيًا. تمثّلت خطوته الأولى بعد الفتح بطمس ذكرى ماكسينتيوس، وفعل ذلك من خلال ملء وسط روما بالنصب التذكارية، مثل قوس النصر وقوس قسطنطين، ولم تحتوي هذه النصب التذكارية على أي إشارة إلى المسيحية. أمر قسطنطين بتنصيب تمثال لنفسه في عام 312، واقتبس بارديل قول يوسابيوس بأن قسطنطين قرر أن تمثاله يجب أن يكون «تذكار شغف المخلِّص الذي سيُقام تحت يد تمثاله، ولكنه في الواقع أمرهم بوضعه في أكثر بقعة يتردد عليها في روما، وهو ممسك بعلامة الخلاص في يده اليمنى». كتب قسطنطين إلى ملك بلاد فارس، سابور الثاني، في وقت ما بعد عام 324: «أنا أدعوه راكعًا، مجتنبًا كل الدماء البغيضة والروائح الكريهة من الذبائح الوثنية».
يلاحظ نويل لنسكي أن أسطورة تعميد قسطنطين من قبل البابا سيلفستر تطورت في نهاية القرن الخامس في تصوير رومانسي لحياة سيلفستر التي أُحيَت في كتاب أعمال البابا سيلفستر المبارك (سي بي أل 2235). يقول لنسكي إن هذه القصة برّأت كنيسة القرون الوسطى من إحراج كبير، وهي معمودية قسطنطين من قبل الأسقف الآريوسي، يوسابيوس النيقوميدي، والتي حدثت أثناء حملته إلى بلاد فارس. قال كل من هانس بولساندر ونويل لنسكي إن قسطنطين قد تنقّل في الأرض المقدسة بنية التعميد في نهر الأردن، ولكنه أصيب بمرض مميت في نيقوميديا حيث تعمّد بسرعة، وتوفي بعد ذلك بوقت قصير في 22 مايو 337 في بلدة بالضواحي تدعى أكيرون.
كتب فرانسيس أوبوكو أنه «بينما يرى البعض أن تحول قسطنطين كان حقيقيًا، هناك آخرون يعتقدون أن سياساته لدعم المسيحيين كانت من أجل النفعية السياسية». لماذا ما يزال يملك رمز الشمس التي لا تُقهر، سول إنفيكتوس (أو الإله الشمس)، على عملاته المعدنية بما أنه تحول للمسيحية؟ لماذا لم يتلقى التعليم المسيحي بشكل صحيح؟ لماذا لم يُعمَّد حتى كان على فراش الموت؟ كان فهم قسطنطين الأولي للمسيحية سطحيًا، إذ قال أوبوكو بأنه بدا مع مرور الوقت كما لو أنه جاء ليرى نفسه صاحب السيادة المعين من الله والمُكَافأ بنعمة إلهية. قال أوبوكو أيضًا: «يبدو أن قسطنطين اكتسب رغبته في استبدال أسلوب ولقب الإله بلقب نائب وصي الله بدلًا من أن يخسرها».

## الوثنية
أصدر قسطنطين وشريكه في منصب أغسطس، ليسينيوس، بعد معركة جسر ميلفيو مرسوم ميلان الذي منح التسامح الديني. حمى المرسوم جميع الأديان من الاضطهاد الديني، وسمح لأي شخص أن يعبد أي إله يختاره. قال إيتش. إيه. دريك إن الكثير من وجهات النظر المختلفة كُتِبت حول السياسات الدينية لقسطنطين، ولكن «التزام قسطنطين بالوحدة في الكنيسة هو سياسة واحدة تتفق عليها جميع الأطراف تقريبًا». تظهر الآراء المتضاربة فقط عندما يتحول الموضوع إلى ما إذا كانت هذه الوحدة تشمل الوثنيين أم لا. قال دريك إن ياكوب بوركهارت وصف قسطنطين بأنه «غير متدين أساسًا»، وبأنه يستخدم الكنيسة فقط لدعم قوته وطموحه. يستمر دريك بالقول بأن «رد الفعل النقدي ضد قراءة بوركهارت التي عفا عليها الزمن كان حاسمًا». استخدم بوركهارت أسلوبًا متجذرًا في الإصلاح باختيار السياسة للتشكيك في قناعة قسطنطين الدينية. قال دريك إن هذا لا يعطي وجهة نظر دقيقة، وذلك لأن السياسة في كل شيء والدين لا يُحدَّد بها».
لم يحظر قسطنطين أبدًا الوثنية بشكل مباشر. ذكر مرسوم مبكر أن قسطنطين أصدر مرسومًا يقضي بأنه يمكن للمشركين «الاحتفال بطقوس وهم عفا عليه الزمن» طالما أنهم لم يجبروا المسيحيين على الانضمام إليهم. هناك بعض الروايات التي تشير أيضًا إلى بقاء قسطنطين على تسامحه إلى حد ما مع الوثنيين. أُعيد ذكر أحكام قسطنطين في مرسوم ميلان السابق في مرسوم المقاطعات، ويشير دريك إلى أن هذا المرسوم دعا إلى السلام والتسامح قائلًا: «لا يزعج أحدكم الآخر، فليتمسك كل رجل بما تتمناه أرضه»، ولم ينقض قسطنطين هذا المرسوم أبدًا. فكر دريك فيما إذا كان قسطنطين يحاول إنشاء مجتمع يمكن التوفيق فيه بين الديانتين. لم يتعامل قسطنطين ومسيحيوه المعاصرون مع الوثنية على أنها ديانة حية، فعرّفوها على أنا خرافة، أي بمعنى أنها «وهم عفا عليه الزمن». 
يقول بوركهارت وأتباعه إن كونك مسيحيًا يعني تلقائيًا عدم التسامح، ويشير دريك إلى افتراض ذلك بأن توحيد المعتقدات داخل المسيحية غير موجود في السجل التاريخي. يقول براون إن الكنيسة لم تكن موحّدة أبدًا. يعتقد دريك أن هناك مؤشرات تشير إلى أن قسطنطين لم يتحول إلى إيمان بكنيسة تابعة لعدد قليل من المختارين البدائيين؛ ولكن إلى الإيمان بالمسيحية على أنها «خيمة كبيرة» قادرة على احتواء أطراف مختلفة. يقول أيضًا إن الدلائل تشير إلى أن قسطنطين فضّل أولئك الذين فضّلوا الإجماع، واختار البراغماتيين على الأيديولوجيين دون أي إقناع، وأراد السلام والوئام «ولكن أيضًا الشمولية والمرونة». يخلص دريك في مقالته بعنوان قسطنطين والإجماع إلى أن سياسة قسطنطين الدينية كانت تهدف إلى إشراك الكنيسة في سياسة أوسع للوحدة المدنية؛ وذلك على الرغم من أن آرائه الشخصية فضّلت بلا شك دينًا على الآخر. 
لم تترك بعض اختيارات قسطنطين للمؤرخين قراءة بسيطة لمعتقداته. يقول يوهان بيتر كيرش إن المصادر المتفق عليها هي أن قسطنطين قد أعدم ابنه وزوجته بتحريض منه؛ وأمر بإعدام الكهنة المخصيين في مصر لأنهم خالفوا قواعده الأخلاقية. قال ماكمولن إن قسطنطين أدلى بالعديد من التعليقات المهينة والمزدرية المتعلقة بالدين القديم. تتناقض كتابة «التعنّت الحقيقي» للوثنيين، و«طقوسهم واحتفالاتهم المضللة»، و«معابدهم للكذب» مع «روائع بيت الحق». 
استمر وجود الوثنيين في الإمبراطورية على الرغم من اعتبار قسطنطين أول إمبراطور مسيحي. شكل المسيحيون غالبًا ما بين ستة عشر وسبعة عشر بالمئة من الإمبراطورية في وقت تحول قسطنطين للمسيحية؛ ولكنهم لم يكن لديهم العدد الكافي لتشكيل قاعدة قوة كافية لبدء اضطهاد منهجي للوثنيين. يذكّرنا براون بأنه «لا ينبغي أن نقلل من الحالة المزاجية الشرسة لمسيحيي القرن الرابع»؛ فالقمع والاضطهاد والاستشهاد لا يولّدوا عمومًا التسامح مع نفس هؤلاء المضطهدين. يقول براون إن السلطات الرومانية لم تظهر أي تردد في «القضاء» على الكنيسة المسيحية التي اعتبروها تهديدًا للإمبراطورية، وأن قسطنطين وخلفائه فعلوا الشيء نفسه للأسباب نفسها. حظر قسطنطين بشكل متقطع التضحيات العامة وأغلق المعابد الوثنية، ولكن ممارسات الضغط استمرت بشكل خفيف على الأفراد الوثنيين. كانت الإجراءات ضد الوثنيين غير منتظمة تمامًا مثل عدم انتظام اضطهاد المسيحيين.
قُتِل الناس حول البلاط الإمبراطوري لأسباب ومكائد مختلفة، ولكن لا يوجد دليل على عمليات قتل قضائية بسبب تضحيات غير قانونية قبل تيبيريوس قسطنطين (574-582). كان دريك وهانز أولريش ويمر من بين العديد من الأشخاص الذين اتفقوا على أن قسطنطين لم يكن مؤيدًا لقمع الوثنية بالقوة؛ ولكنه اتخذ بدلًا من ذلك خطوات للحد قانونيًا من الممارسة العامة للعبادة الوثنية. كان نهج قسطنطين الرئيسي هو استخدام الترغيب من خلال جعل اعتناق المسيحية أمرًا مفيدًا.